# Raabs an der Thaya (hrad)
Hrad Rakous (Raabs) je protáhlý výšinný hrad na skále vysoko nad městem Raabs an der Thaya, v okrese Waidhofen an der Thaya v rakouské spolkové zemi Dolní Rakousy, na soutoku Rakouské a Moravské Dyje. Hrad je Čechy nazýván Rakous (dříve Rakús), odkud pochází český a slovenský název pro Rakousko/Rakúsko jako celek.

## Historie
Středověké dějiny tohoto prostoru začínají staromoravským hradištěm v poloze Sand v katastrálním území Oberpfaffendorf, asi 2 kilometry západně od Rakouse. Toto hradiště roku 1992 objevil Kurt Bors. Podle výsledků dendrochronologického datování byl severní val vystavěn v letech 926 až 929. V té době byla již velkomoravská říše vyvrácena maďarskými nájezdníky, kteří se v dnešním Dolním Rakousku zachytili až na řece Enži. Hradiště Sand však bylo již po několika desetiletích opuštěno, patrně zničeno katastrofálním požárem při nájezdu Maďarů (podobně jako bylo vypáleno Hradiště sv. Hypolita u Znojma). O těchto událostech však z písemných pramenů nevíme nic.
První písemné zmínky souvisejí až s hradním pánem „Gotfridi in castrum Racouz" v Kosmově Kronice české k roku 1100. Z let 1074 a 1076 jsou jmenována lesní území „silva Rogacz" ("les Roháč" - území kolem pozdějšího města "Rohů", dnešního Hornu) ve dvou královských obdarováních pro markrabata z rodu Babenberků. Název „Rakousy“ se v řeči starých Čechů a Moravanů brzy přenesl na označení celé Východní marky (Österreich – Austria), která byla roku 1156 povýšena na vévodství a která staré podyjské hrabství pohltila.
Nestabilita v česko-moravském prostoru v první polovině 11. století vedla k opakovaným konfliktům. V Altašských análech je k roku 1082 zaznamenáno, že syn markraběte Vojtěcha (Adalberta) se zmocnil jednoho města (urbs) u dnešní severní zemské hranice poté, co byla jeho otci násilně zabrána Přemyslovci.
Kosmova kronika podává zprávu o Gottfriedovi II. z Raabsu († 1137), že tento je příbuzný moravského Přemysla, moravský vévoda Litold († 1112) byl v jeho hradu zajat jako host a potom v noci přepadli moravské území, takže konečně vévoda Břetislav z Čech viděl vojsko táhnout na Moravu. Než ale došlo k bojové akci pokoušel se vévoda zjistit postavení, zatímco Gottfried/Bohumír připomínal dřívější přátelská setkání a žádal vydání Lutolda. Na prosbu Bohumíra obléhal vévoda z Čech hrad šest týdnů, až Lutold Gottfiedovi hrad Raabs opět vrátil. Gottfried z Raabsu byl 1113 jmenovaný jako norimberský městský hrabě, tím měl být již 1104 Heinrich IV. Bohumírův bratr Konrad I. z Raabsu se objevuje již roku 1140 v osobním spojení s markrabětem Heinrichem I.
Konrad II. získal titul hraběte. Po vymření Raabských hrabat v mužské linii (kolem 1192) došlo sňatkem obou dědičných dcer k rozdělení hrabství. Nejstarší dcera Sophie se provdala za Friedricha z Zollernů s „matkou" Hohenzollerů s pozdějším pruským králem a německým císařem. Západní území s hradem přešlo na hraběte Hirschberg-Tollenstein, další část s tržištěm Raabs kolem roku 1200 na vévodu Leopolda VI. (asi 1176-1230).
V roce 1252 získal král Přemysl Otakar II. celé hrabství od hrabat z Hardeggu. Roku 1260 se majitelem hradu stal Vok I. z Rožmberka. V roce 1282 museli Rožmberkové hrad odstoupit Habsburkům, když již po roku 1278 velká část kraje byla zabavena králem Rudolfem. V tomtéž roce dostali bratři Leutold a Jindřich z Kuenringu hrad lénem. V budoucnu byl majetek opět rozdělen: 1283 část majetku zemského knížete byla dána jako zástava na Stephan z Maissau, západní oblast s hradem přešla na hraběte z Hirschberg. Od roku 1297 bylo celé hrabství s hradem dříve lénem zemského knížete, východní území, hrad a tržiště, bylo nyní ve vlastnictví zástavy Maissauerů.
V roce 1385 přešlo vlastnictví na pány z Puchheimu, od té doby do počátku 16. století přešlo panství ze zemského léna bezplatně do vlastnictví. V tom období byla provedena největší část výstavby hradu na „Hrad-zámek". Oni získali pro Raabs povolení několika tržních práv a získali velké zásluhy u dvora zemského knížete, Během reformace byli především horlivými přívrženci protestantské víry. Franz Anton von Puchheim prodal v roce 1702 hrad s veškerým příslušenstvím a stal se biskupem ve Vídeňském Novém Městě, a Franz Antona z Quarient a Raall a roku 1708 koupil Raabs. V roce 1760 koupil panství a zámek baron Johann Christoph von Bartenstein (1689–1767). Po jeho potomcích přešel majetek sňatkem na rodinu Kaisersteinů a od něj na barona Ludwiga von Villa-Secca. Roku 1878 nabyl Wilhelm rytíř z Lindheimu a od roku 1888 hrad získal říšský hrabě Philipp Boos z Waldecka a Montfortu. Roku 1912 byl vlastníkem baron Hugo Klinger z Klingerstorffu. První světová válka přinesla hospodářský úpadek panství Raabs a majetek i hrad byl v roce 1932 vydražen. V roce 1970 byl vlastníkem hradu Willy Enk, za něhož došlo k rozsáhlé obnově. Současným vlastníkem je vydavatel Richard Pils.

### Popis stavby hradu

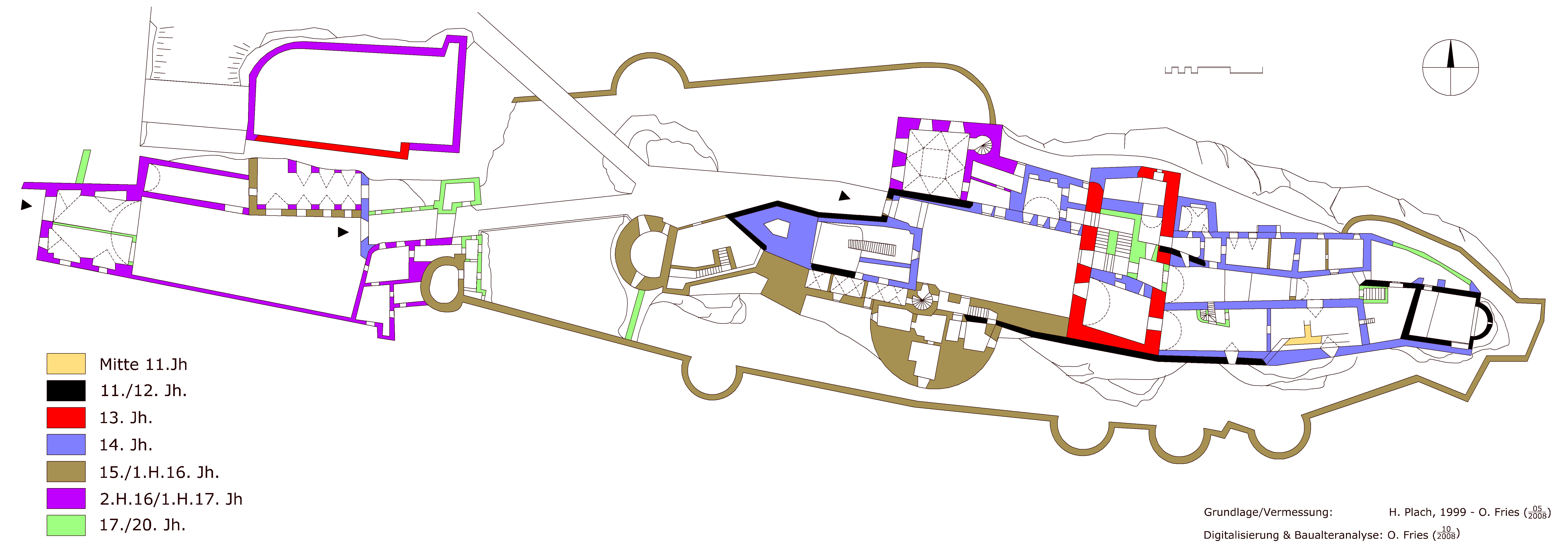
Schéma etap výstavby hradu

Až dodnes obydlený hrad je postaven na protáhlé skále u jižního, pravého břehu Rakouské Dyje, naproti soutoku od severu na jih plynoucí Moravské Dyje. Přístup k velké nakloněné ostruze je možný od západu, od obecní části Oberndorf. Díky topografické poloze, vznikal protáhlý, s vnějším opevněním asi 200 metrů dlouhá a nejvýše 40 metrů široká stavba hradu. Na západní přístupné straně je potřebné předhradí a základní ohrazení. Vlastní jádro stavby hradu je 107 m dlouhé, až 37 metrů široké situované na východní straně ostruhy. Podle několik staletí prováděné stavební činnosti vznikl konečně neobyčejný, velmi členitý, topograficky zajímavý soubor staveb hradu.
Nejstarší částí stavby je tzv. pevnost, s románskou kaplí svatého Klementa provedenou s omítkami.
Alespoň struktura zdiva částečně přístupné pětistranné strážní věže postavené v části z částečně neopracovaného kamene, které se datuje 12. století. Od výšky asi 10 metrů zdivo odskakuje a věž tvoří klínovou základnu sedmistěnné stavby z druhé poloviny 13. století.
Výstavba hradní kaple je podle bádání dvoupodlažní, protože v poslední době byl suterén využíván jako vinný sklep. V jižní straně kaple byla předchozím vlastníkem W. Enkem na výšku západní empory obnaženo románské okno, jehož vyzdívka jako kulaté klenuté okno s oltářními výklenky se datuje do 12. století.
U jižní obvodové okružní zdi ve sklepě východní hradní věže a soklu kaple se dá místy volně pokládaná zděná konstrukce se dá určit na první polovinu 12. století. Přesně opracované zdivo z lomového kamene se dá díky krátké době, kterou narušuje zastrčený velký kvádr, se dá určit doba prací.
Na jižní straně a v suterénu na východě je viditelné zdivo z první poloviny 12. století. Zdivo je zděné z kamene ve velkých blocích je tektonicky dobré.
Nalezený předsunutý klín věže je poslední ukázkou 13. století za dílčí součásti z 12. století. Vysoká stavba hradu je přes lokální reprezentativní vybavení panského sídla je pro Raabská hrabata vysvětlitelná.

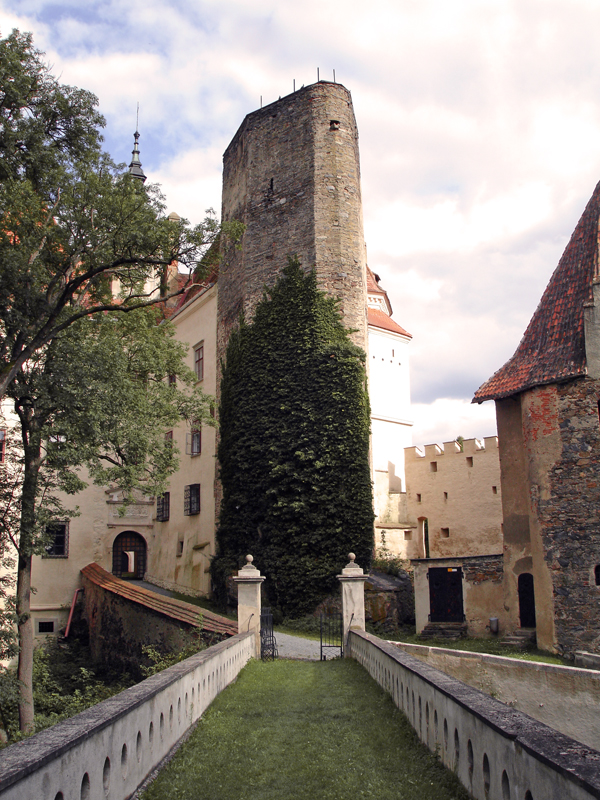
Vstupní část hradu

Renesanční období brány do hradu označuje také situace románské věže, která stojí v ústraní poblíž rekonstruované věže. Na stěně věže jsou obkreslené ještě původní rohy z 12. století, jehož poslední odkrytá vyzdívka se spárami je podobná uspořádání jako základy hradní věže a již popsané nálezy z 12. století. Čistota prováděné vazby nároží jsou místy později prováděné.

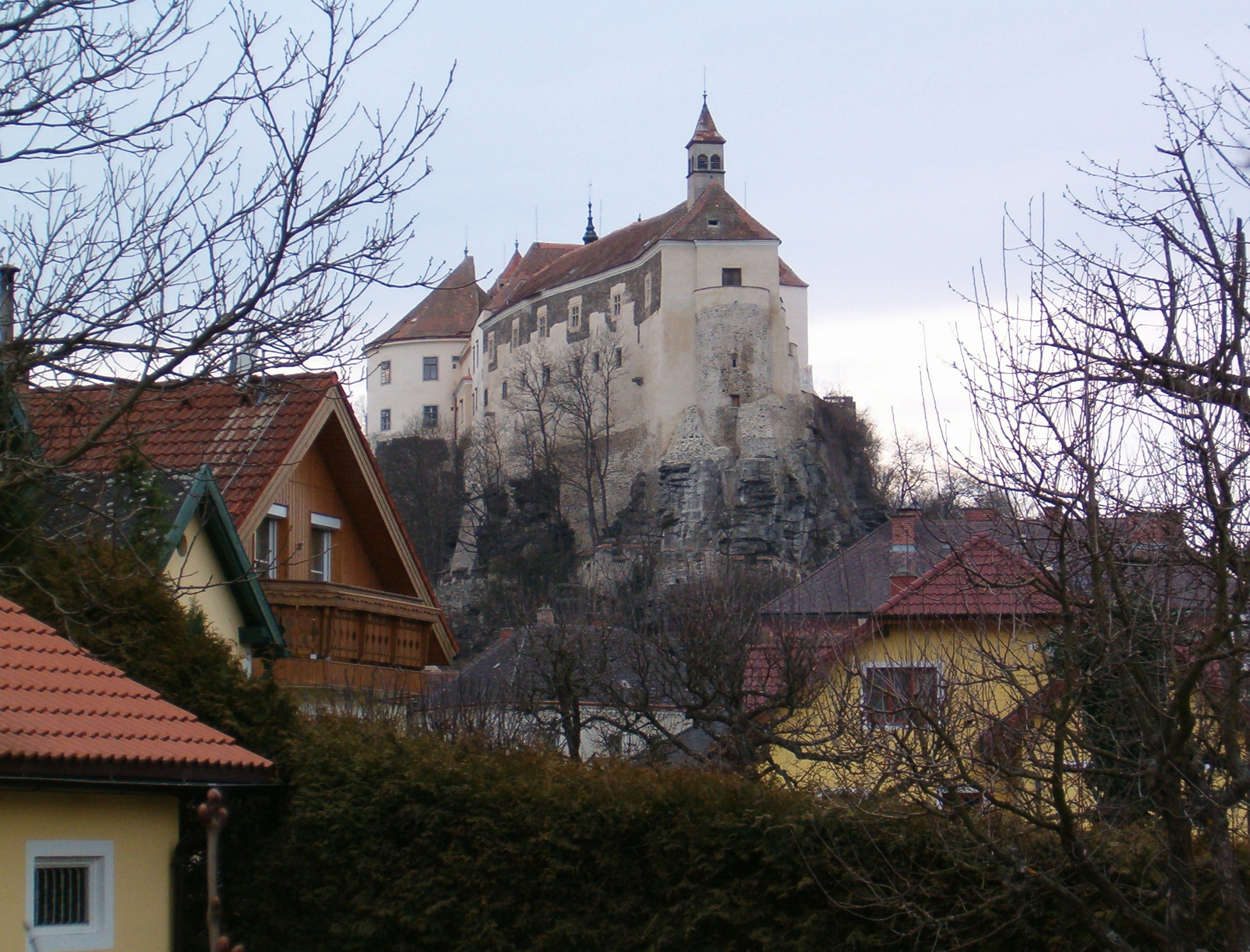
Hrad Raabs

Zajímavými archeologickými nálezy prováděných v území (1995, 1999 a 2001), byl v ochranném příkopu předchozím vlastníkem W. Enkem objevený asi 6 × 12 m velký sklep pod tzv. velkou rytířskou síní. Výsledkem prováděných výkopů S. Felgenhauer-Schmiedtem bylo dnes zjištěno, že 1,12 metrů tlusté zdivo probíhá od západu na východ je zděné z kamene a spojované maltou, zatímco vnitřní zdivo bylo zděné na sucho. Západní zděná zeď s maltou je ke konci zešikmená, pravděpodobně pokračovalo zdivo směrem jihozápadním. Na východě je sklep situován v rohu. V mladším období, ve 14. století, procházelo zdivo přímo v jižním směru. Uvnitř probíhají ochozy, většinou z mazaniny a dřevěných fošen, kladených do malty. Nálezy a poloha osídlení na Raabské hoře se zařazují do 11. století. Nalezené stavební zbytky dokládají časně kamennou stavbu, která je ještě na jiných soudobých hradech, a datuje stratigraficky do doby kolem roku 1050.
Četné souborné nálezy z první poloviny 12. století připouštějí jako první období kolem roku 1100 – již mohutný, velmi členitý pokrokový hrad – který spojuje starou část z 11. století a již počátkem 12. století se ucelený soubor již kompletuje.
Pevnost, jako masivní stavba, v dosavadní literatuře se počítá mezi nejstarší, musí se do nových poznatků zařadit do 13. století. Rozsáhlá rekonstrukce a výstavba v pozdním středověku a renesanci tvoří nynější obraz: mnohadílný hrad–zámek, jehož mnohopodlažní okrajová křídla domu obklopují dvě nádvoří a integrují se starou zástavbu.
Hrad je mohutný díky sjednocené zástavbě v 16. století, jakož i přes množství specifických architektonických detailů u mladší přestavby v 17. století.
Pozdně gotické vnitřní stavební práce, v jižním okrsku vystupují dopředu „Ochsenturm" - půlkruhová dělostřelecká bašta o průměru 17 metrů. Na severní straně se nachází renesanční kašna se studniční šachtou sahající až na dno okolního údolí. Na západě mají stavby pozdně středověké jádro tzv. "hladomornu" a další kruhovou věž v předhradí, která je značně přestavěna v 16. a 17. století. Hladomorna vytváří, společně v 16. století nesouvislou další kruhovou věž s bránou, která je jádrem vstupu do výšinného hradu.
Vně hradu leží plocha, kolbiště pro rytířské turnaje v prvním nádvoří, které je obráceno na stranu údolí s otevřenými renesančními arkádami. Krčkem mezi předhradím a jádrem hradu je moderní kamenný most. Částečně klesající parkán ze 16. století s půlkruhovou věžičkou dosahuje část hradu.
R. Kuttig prováděl stavební průzkum na základě příslušných nálezů v horské masivní zástavbě 13. století nad přestavěnou krajinou. Baštou nazval terasu vytvořenou ve skále s krčkem příkopu od zázemí a akvadukt s arkádou spojenou s dřívějším zahradnictvím. Pravděpodobně se nachází v této oblasti jádro hradu, vybudovaného jako "hrad purkrabího", konfiskovaný zemským knížetem. Na základech ze 13. století byl nejpozději v období opevnění v 16. století jako přední opevnění, které je zobrazeno také na rytině (1672). G. M. Vischera.